# PATCO Speedline
De PATCO Speedline, ook PATCO High Speed Line, Lindenwold High Speed Line en PATCO genoemd, is een 23 kilometer lange boven- en ondergrondse metrolijn tussen Philadelphia (Pennsylvania) en Lindenwold, Camden County (New Jersey) in het noordoosten van de Verenigde Staten. De spoorlijn wordt uitgebaat door de Port Authority Transit Corporation (PATCO), een dochtermaatschappij van de Delaware River Port Authority, een overheidsorgaan van de staten Pennsylvania en New Jersey.
De PATCO Speedline begon op 15 februari 1969 te rijden. De treinen rijden dag en nacht en vervoeren dagelijks meer dan 38.000 mensen. In 2012 vervoerde de PATCO Speedline meer dan 10 miljoen passagiers, waarmee deze enkele lijn een van de grootste openbaarvervoernetwerken van de Verenigde Staten is.
In meerdere stations zijn aansluitingen mogelijk naar de metro van SEPTA alsook naar de bussen van NJ Transit.